# Daryl Monfils
Daryl Monfils (* 1. März 1993 in Paris) ist ein ehemaliger französischer Tennisspieler.

## Karriere
Daryl ist der jüngere Bruder des früheren Top-10-Tennisspielers Gaël Monfils.
2017 machte Monfils seinen Abschluss an der Virginia Commonwealth University, wo er auch im College Tennis aktiv war.
Daryl Monfils spielte dreimal in Doppelkonkurrenzen auf der ITF Future Tour. 2012 gab er sein Debüt auf der ATP World Tour an der Seite seines älteren Bruders Gaël Monfils. Für das Turnier in Montpellier erhielten sie eine Wildcard und traten in der ersten Runde gegen Nikolai Dawydenko und Igor Kunizyn an, denen sie in zwei Sätzen mit 2:6 und 1:6 unterlagen. Es war sein letztes Turnier.